# 알바르 알토
휴고 알바 헨릭 알토(Hugo Alvar Henrik Aalto, 1898년 2월 3일~1976년 5월 11일)는 핀란드의 건축가이자 가구 디자이너다. 그는 건축 분야 뿐 아니라 가구, 직물, 유리병 등도 디자인하였다. 스칸디나비아 국가들에서는 "모더니즘의 아버지"라고 불리기도 한다. 유명한 핀란디아 홀을 디자인했다.

## 생애
핀란드의 선구적인 건축가이면서 가구 디자이너이다. 1921년 헬싱키의 공과대학을 졸업하고 1923년에 건축사무소를 열어 스웨덴의 에테보리 박람회나 파이미오의 사나토리움 등의 설계로 명성을 얻었다. 또한 툴크시(市) 주택지 계획이나 오르 공장 공동체 계획 등 대규모적인 구상을 가진 건설에도 그의 업적을 이룩해 놓았다. 그의 건축은 발터 그로피우스나 르 코르뷔지에와는 달리 곡선을 많이 사용하여 자유로운 인간미를 풍기는 것인데, 이 특색은 1933년에 발표한 자작나무로 만든 곡목의자(曲木椅子)에도 잘 나타나 있었고 널리 구미(歐美)로 보급되었다. 1940년 예일대학과 매사추세츠 공과 대학의 초청을 받아 학생회관을 세웠다. 특히 그는 가구 외에 천(布地)이나 조명 기구 따위의 디자인에도 손을 대어 기능주의에 반대하는 북유럽 디자인의 새 분야를 개척하였다.

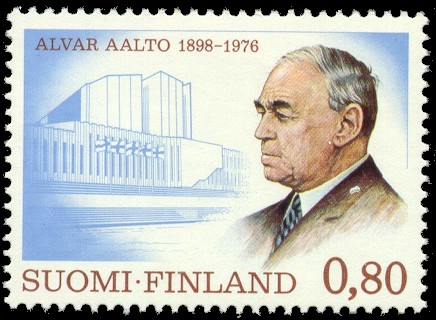
1976년 발행된 우표에 그려진 알바르 알토

## 참조
1. ↑  Chilvers, Ian (2004)

## 참고 문헌
- Chilvers, Ian, 편집. (2004) [1988]. 〈Aalto, Alvar〉. 《The Oxford Dictionary of Art》 3판. Oxford, UK: Oxford University Press. 1쪽. ISBN 0-19-860476-9.